# HEBP2
HEBP2‏ (Heme binding protein 2) هوَ بروتين يُشَفر بواسطة جين HEBP2 في الإنسان.